# Trác Lâm
Trác Lâm (sinh ngày 6 tháng 4 năm 1916 - mất ngày 29 tháng 7 năm 2009) là người vợ thứ ba và cuối cùng của Đặng Tiểu Bình, cựu lãnh đạo tối cao của Trung Quốc.
Trác Lâm tên thật là Phổ Quỳnh Anh (giản thể: 浦琼英; phồn thể: 浦瓊英; bính âm: Pǔ Qióngyīng) sinh ra ở Tuyên Uy, tỉnh Vân Nam, bà là con gái của một nhà tư bản công nghiệp. Bà trở thành một thành viên của Đảng Cộng sản Trung Quốc năm 1938.
Năm 1939, Trác Lâm kết hôn với Đặng Tiểu Bình ở phía trước hang chỗ trú ngụ của Mao Trạch Đông ở Diên An. Họ có năm người con - ba con gái (Đặng Lâm, Đặng Nam, Đặng Dong) và hai con trai (Đặng Phác Phương, Đặng Chất Phương).
Trác Lâm qua đời vào ngày 29 tháng 7 năm 2009, ở tuổi 93, ở Bắc Kinh.